# Brandlilja
Brandlilja eller brandgul lilja (Lilium bulbiferum) är en art i familjen liljeväxter. Den förekommer naturligt i centrala Europa, men kan även påträffas förvildad i Sverige. Arten växer i grässluttningar och öppna skogar. Det är en vanlig trädgårdsväxt.
Brandlilja är en flerårig ört med lök och blir 60–120 cm. Löken är klotrund med rosatonade, vita, lansettlika lökfjäll. Stjälken är ofta hårig på övre tredjedelen. Bladen sitter strödda är lansettlika och upp till 10 cm långa. Det bildas ofta bulbiller i de övre bladvecken. Blommorna kan sitta ensamma, men de sitter vanligen 2–5, eller upp till 50 i en tät klase. De är skålformade och 9–14 cm i diameter. Hyllebladen är gulorange med bruna prickar, de är vanligen mörkare mot spetsarna. Nektarierna är papillösa. Ståndarknapparna har rött pollen och pistillen är röd. Blommar i juni. Fröna är ljusgroende.

## Namnet
Brandliljan har sedan 1600-talet främst kallats brandgul lilja. Namnet brandlilja introducerades 1870 av Nils Lilja, och fick under 1900-talet fäste i Krok & Almquists skolflora. Det har därefter fått fäste i facklitteraturen. Hos trädgårdsodlare är dock fortfarande namnet brandgul lilja vanligt. I Skåne och Halland kallas växten grandgula. I Djura förekommer namnet brandgulnubb och i Leksand brandgulrosa' eller roslök. I Ål förekommer namnet rödrosa.
I Finland kallas den vanligen eldslilja, ett namn som influerats av danskans ildlile och tyskans feuerlilie. I Danmark förekommer annars även namnen brandgul lilje, brangonelje och brankelilje.
I Halland har den även varit känd under namnet starkros. Det folkliga namnet stubbrosa är känt från Halland, Hälsingland, Jämtland och Ångermanland och har troligen tidigare haft en större utbredning. I Småland, Skåne, på Åland och sydvästra Finland kallades brandliljan tidigare kejsarkrona, ett namn som numera syftar på en annan art. I Svenskfinland har även namnen kejsarblomma och kejsarklocka förekommit. I Högsby i Småland finns namnet kanälskekrona dokumenterat.

## Historia
Arten förekommer vild i Alperna, men odlades som trädgårdsväxt i Tyskland redan på 1500-talet. Till Norden kom brandliljan troligen på 1600-talet. Den avbildas i Simon Paullis Flora danica 1648 och omnämns i andra danska arbeten. I Sverige förtecknas den i Johannes Francks Speculum botanicum 1638 (där kallad Gull-lilier) och i Speculum botanicum renovatum från 1658 där den kallas Stoor Gull-Lilier. Brandliljan listas som odlad i Uppsala av Olof Rudbeck 1685. Under 1700-talet förekom brandliljan främst på herrgårdar och prästgårdar, men 1788 dokumenterade Pehr Osbeck att den även odlades i allmogens kåltäppor. Under 1800-talet fick den en vid spridning som allmogeblomma. Författaren Fredrik Sundstedt skrev 1934 att brandliljan växter vid varje torparstugas dörr, är fattigmans bästa blomsterfröjd på sommaren och gläder hans bin med sina lysande och innehållsrika kalkar.

## Sorter

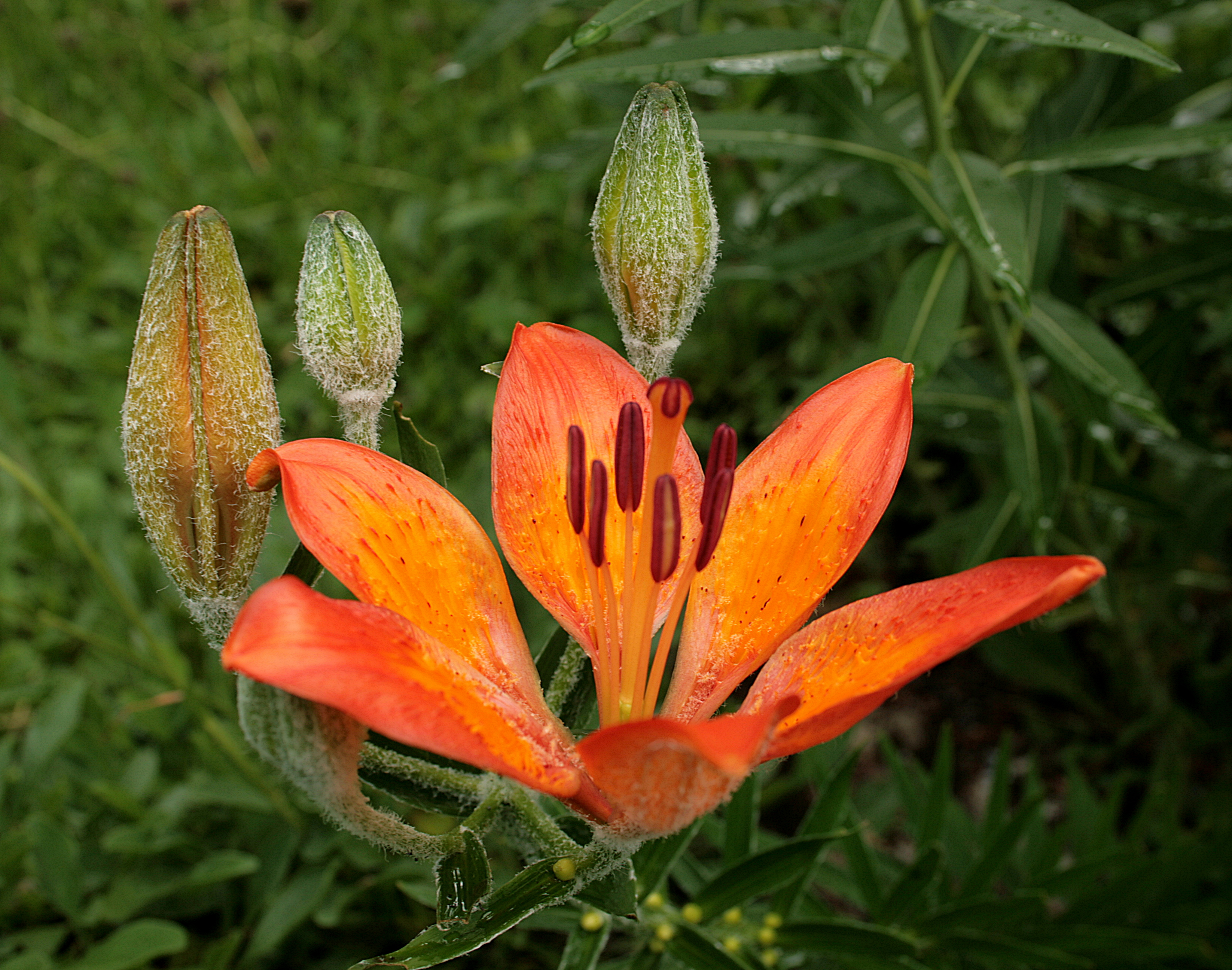
Brandlilja blomma

Arten är mångformig och ibland urskiljs underarten saffranslilja (subsp. croceum), som saknar bulbiller, men denna har tveksamt vetenskapligt värde eftersom det finns så många mellanformer. Saffranslilja är vanligare i centrala Europa, i Sverige förekommer den främst längst i söder.
Dock kan ett par typer urskiljas som kan ha värde som trädgårdsväxter. Dessa är mer att betrakta som sorter:
- 'Chaixii' (Frankrike) – dvärgsort med bulbiller.
- 'Giganteum' (Italien) – storväxt sort som blir upp till 180 cm hög.

## Hybrider
Arten används mycket i förädlingsarbete och är en av de arter som gett upphov till gruppen asiatliljor (Carl von Linné Asiatiska Gruppen).
- Lilium ×crovidii är hybriden med eldlilja (L. davidii).
- Lilium ×hollandicum är hybriden med thunbergslilja (L. ×maculatum).
- Lilium ×manglesii är hybriden med tigerlilja (L. lancifolium).

## Synonymer
- Lilium atrosanguineum H.Vilm.
- Lilium aurantiacum Weston
- Lilium biligulatum Baker
- Lilium bulbiferum DC. nom. illeg.
- Lilium bulbiferum proles croceum (Chaix) Rouy
- Lilium bulbiferum subsp. croceum (Chaix) Nyman
- Lilium bulbiferum subsp. croceum (Chaix) Arcang.
- Lilium bulbiferum var. aurantiacum Regel
- Lilium bulbiferum var. chaixii (Elwes) Stoker
- Lilium bulbiferum var. croceum (Chaix) Pers.

- Lilium bulbiferum var. giganteum N.Terracc.
- Lilium croceum Chaix in D.Villars
- Lilium croceum var. bulbiferum (L.) P.Fourn. comb. illeg.
- Lilium croceum var. chaixii Elwes
- Lilium elatum Salisb.
- Lilium fulgens Baxter in J.C.Loudon
- Lilium fulgens E.Morren ex Spae
- Lilium haematochroum Lem.
- Lilium humile Mill.
- Lilium lateritium Baker
- Lilium latifolium Link
- Lilium luteum Gaterau, nom. illeg.
- Lilium pictum Baker
- Lilium pubescens Bernh. ex Hornem.
- Lilium sanguineum Lindl.
- Lilium scabrum Moench, nom. illeg.
- Lilium sibiricum Willd.